# Yalınkaya, Pertek
Yalınkaya là một xã thuộc huyện Pertek, tỉnh Tunceli, Thổ Nhĩ Kỳ. Dân số thời điểm năm 2010 là 108 người.